# Leibertingen
Leibertingen est une commune allemande du Bade-Wurtemberg, au sud-ouest de Sigmaringen, et sud du Danube.

## Municipalité
Leibertingen se compose des villages d'Altheim, de Kreenheinstetten et de Thalheim.
| Armoiries             | Villages                                 | Habitants (31. déc. 2010) | Superficie (31. déc. 2010) | Superficie m² (31. déc. 2010) |
| --------------------- | ---------------------------------------- | ------------------------- | -------------------------- | ----------------------------- |
| Leibertingen          | Leibertingen (chef-lieu) avec Lengenfeld | 679 environ 50            | 1729 ha                    | 17.291.515 m²                 |
| Kein Wappen Verfügbar | Altheim (Leibertingen)                   | 239                       | 456 ha                     | 4.560.063 m²                  |
| Kreenheinstetten      | Kreenheinstetten (Leibertingen)          | 638                       | 1588 ha                    | 15.879.990 m²                 |
| Thalheim              | Thalheim (Leibertingen) avec Vogelsang   | 643 environ 20            | 947 ha                     | 9.472.579 m²                  |

## Culture et monument historique

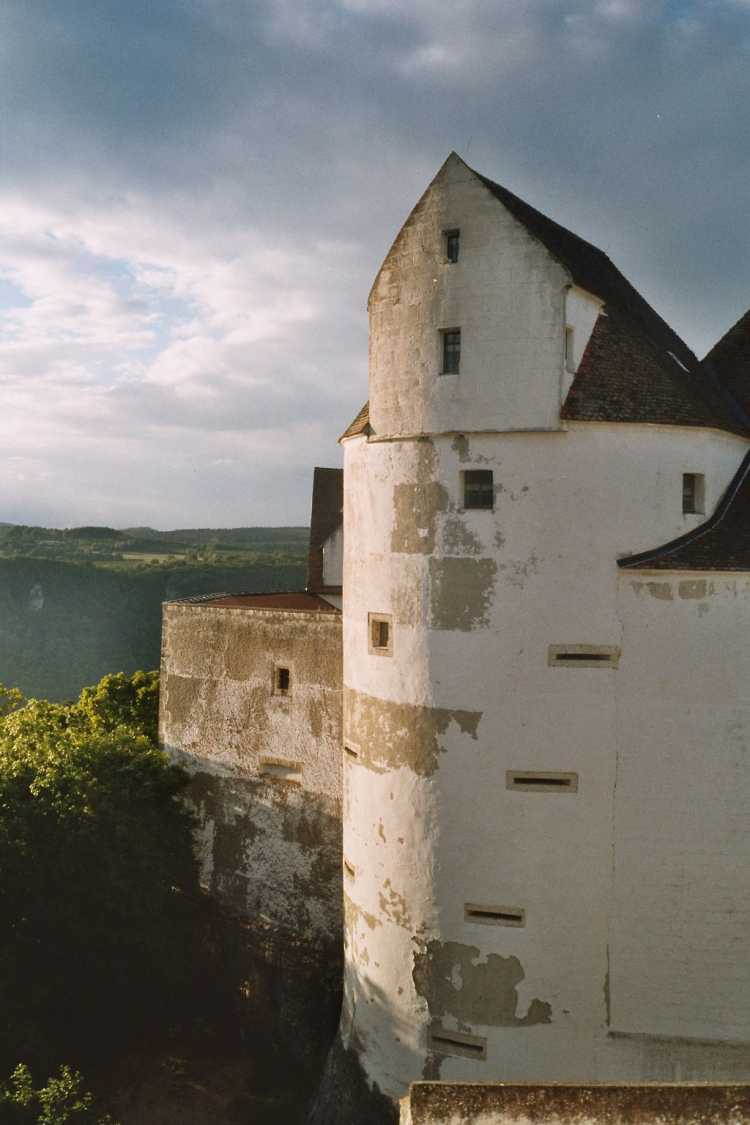
Burg Wildenstein

- Burg Wildenstein, château fort du XIIIe siècle, siège d'une auberge de la jeunesse.

## Personnalité
- Abraham a Sancta Clara (2 juillet 1644 - 1er décembre 1709), prêtre de l'ordre catholique d'Augustins, est né à Kreenheinstetten, près de Meßkirch comme Johann Ulrich Megerle.
- Johannes Rebholz (1885-1960), homme politique né à Kreenheinstetten.